# Félix de Clermont
 Félix (en latin Felix) était un religieux du haut Moyen Âge qui fut évêque de Clermont au VIIe siècle. Il est reconnu comme saint par l'Église catholique romaine.

## Biographie
Il est probablement le fils de Syagrius, comte d'Albi et patrice de Provence, et de Bertolena. Ce qui ferait de Felix le frère de Syagria, mère des évêques Avit II et Bonnet de Clermont.
Il confia à saint Priest l'église d'Issoire et la direction du monastère de Chantoin. Il fut inhumé dans l'église Saint-Etienne, devenue l'église Saint-Eutrope, dans le Vicus Christianorum (actuel quartier Saint-Alyre à Clermont-Ferrand)